# Клинтон (Илиноис)
Клинтон (енгл. Clinton) град је у америчкој савезној држави Илиноис. По попису становништва из 2010. у њему је живело 7.225 становника.

## Демографија
Према попису становништва из 2010. у граду је живело 7.225 становника, што је 260 (3,5%) становника мање него 2000. године.
| Група             | 2000.         | 2010.         |
| Белци             | 7.176 (95,9%) | 6.799 (94,1%) |
| Афроамериканци    | 63 (0,8%)     | 63 (0,9%)     |
| Азијати           | 14 (0,2%)     | 29 (0,4%)     |
| Хиспаноамериканци | 167 (2,2%)    | 227 (3,1%)    |
| Укупно            | 7.485         | 7.225         |